# Tortula diaphana
Tortula diaphana là một loài rêu trong họ Pottiaceae. Loài này được (Brid.) Mont. mô tả khoa học đầu tiên năm 1840.
Danh pháp khoa học của loài này chưa được làm sáng tỏ. 